# Schwarzschildmetrik
I den allmänna relativitetsteorin beskriver Schwarzschildmetriken gravitationsfältet utanför en icke-roterande sfäriskt symmetrisk objekt, som en planet, stjärna eller ett svart hål. Modellen är en god approximation för långsamt roterande objekt som till exempel solen. Karl Schwarzschild publicerade metriken 1916 som en lösning till Einsteins fältekvationer bara månader efter Einsteins publicering.
Linjeelementet kan i Schwarzchildmetriken skrivas
{\displaystyle ds^{2}={\Bigg (}1-{\frac {R}{r}}{\Bigg )}dt^{2}-{\Bigg (}{\frac {1}{1-{\frac {R}{r}}}}{\Bigg )}dr^{2}-r^{2}(d\theta {}^{2}+\sin ^{2}\theta {}d\phi {}^{2})},
där {\displaystyle r,\theta ,\phi } är sfäriska koordinater och {\displaystyle R=2GM/c^{2}} Schwarzschildradien, med gravitationskonstanten {\displaystyle G}, objektets massa {\displaystyle M} och ljusets hastighet {\displaystyle c}. Modellen gäller bara för {\displaystyle R>r}, eftersom metriken bryter samman matematiskt vid Schwarzschildradien, {\displaystyle r=R}. Detta motsvarar händelsehorisonten för objektet. För planeter och stjärnor är densiteten så låg att den teoretiska radien hamnar långt innanför objektets yta, men svarta hål är tillräckligt massiva och koncentrerade i rummet att Schwarzchildradien ligger utanför hela massans utsträckning.
Långt bort från objektet, {\displaystyle r\gg R}, övergår Schwarzschildmetriken till Minkowskimetriken,
{\displaystyle ds^{2}=dt^{2}-dr^{2}-r^{2}(d\theta {}^{2}+\sin ^{2}\theta {}d\phi {}^{2})},
vilket beskriver rumtiden utan krökning.